# راهول سینگ
راهول سینگ (انگلیسی: Rahul Singh؛ زادهٔ ۱۸ اکتبر ۱۹۷۶) هنرپیشه اهل هند است.
از فیلم‌ها یا برنامه‌های تلویزیونی که وی در آن نقش داشته‌است می‌توان به راش اشاره کرد.

## فیلم‌شناسی
فهرست برخی از فیلم‌هایی که راهول سینگ در آنها به ایفای نقش پرداخته‌است:
- راش
- آفرین پدر
- این فقط یک رؤیای کوچک است
- بازیکن ۷۸۶
- دهلی بلی
- دشمن
- دیدی چی شد!
- پادشاه
- زبیدا
- حمله قاضی
- به سوی دهلی
- فراق
- جعبه استنلی
- بن لادن تو
- سار
- هر لحظه به قلبت نزدیک‌تر
- زندان